# Ràdio de cotxe

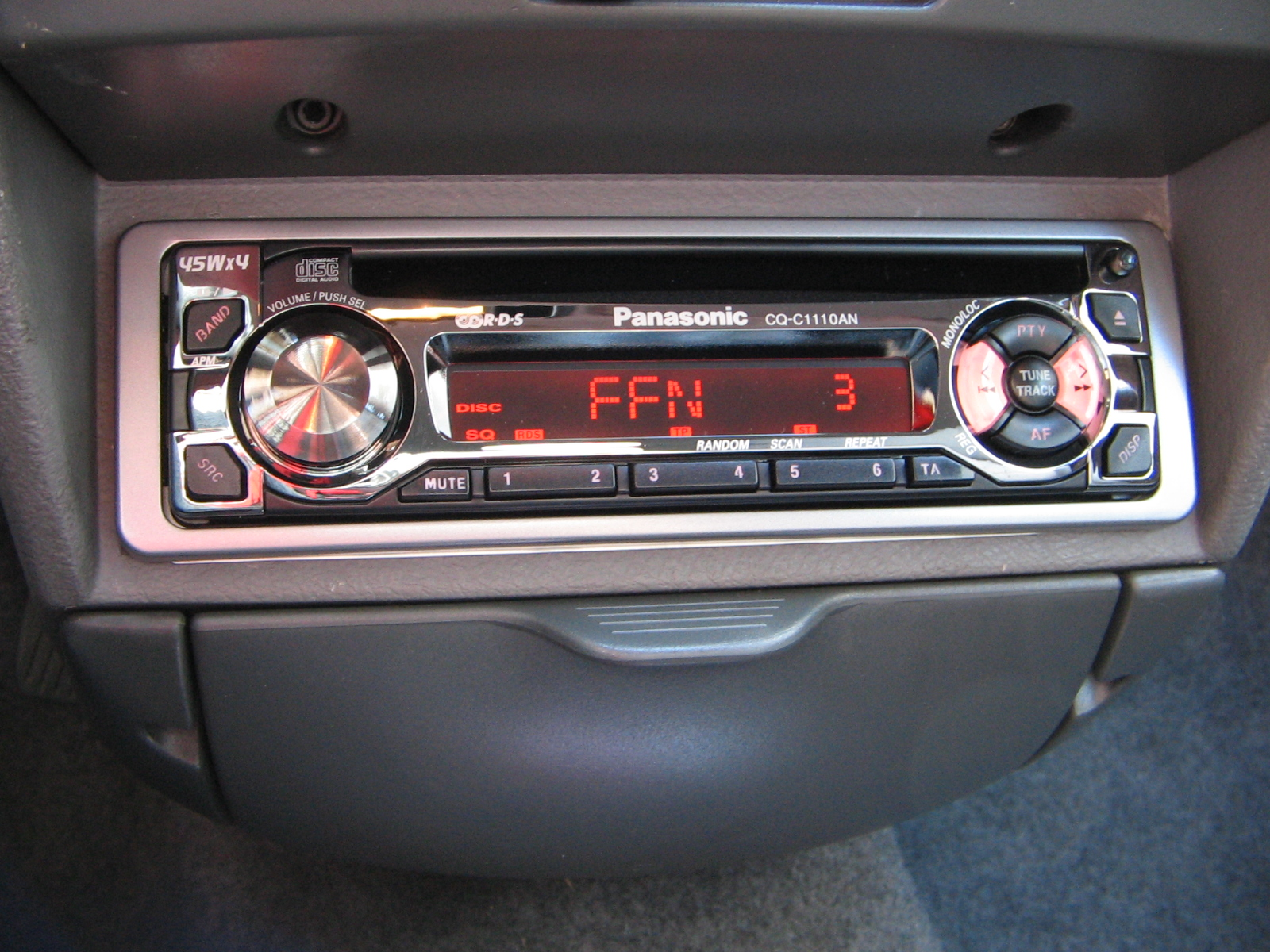
Unitat principal DIN amb ràdio i CD

Una ràdio de cotxe és un equip instal·lat en un cotxe o un altre vehicle per proporcionar entreteniment i informació dins del cotxe als ocupants. Fins a la dècada de 1950, consistia en una simple ràdio AM. Des d'aleshores, les addicions han inclòs ràdio FM (1952), reproductors de cartutxos de 8 pistes, reproductors de cassets, reproductors de discos, reproductors de CD, reproductors de DVD, reproductors de Blu-ray, sistemes de navegació, integració de telèfon Bluetooth i streaming d'àudio, i controladors de telèfons intel·ligents com CarPlay i Android Auto. Un cop controlats des del tauler de comandament amb uns quants botons, es poden controlar mitjançant els controls del volant i les ordres de veu.
Inicialment implementat per escoltar música i ràdio, l'àudio dels vehicles ara forma part dels sistemes de telemàtica, telecomunicacions, seguretat dins del vehicle, trucades mans lliures, navegació i diagnòstic remot. Els mateixos altaveus també es poden utilitzar per minimitzar el soroll de la carretera i del motor amb un control de soroll actiu, o es poden utilitzar per augmentar els sons del motor, per exemple, fent que un motor petit soni més gran.

## Història

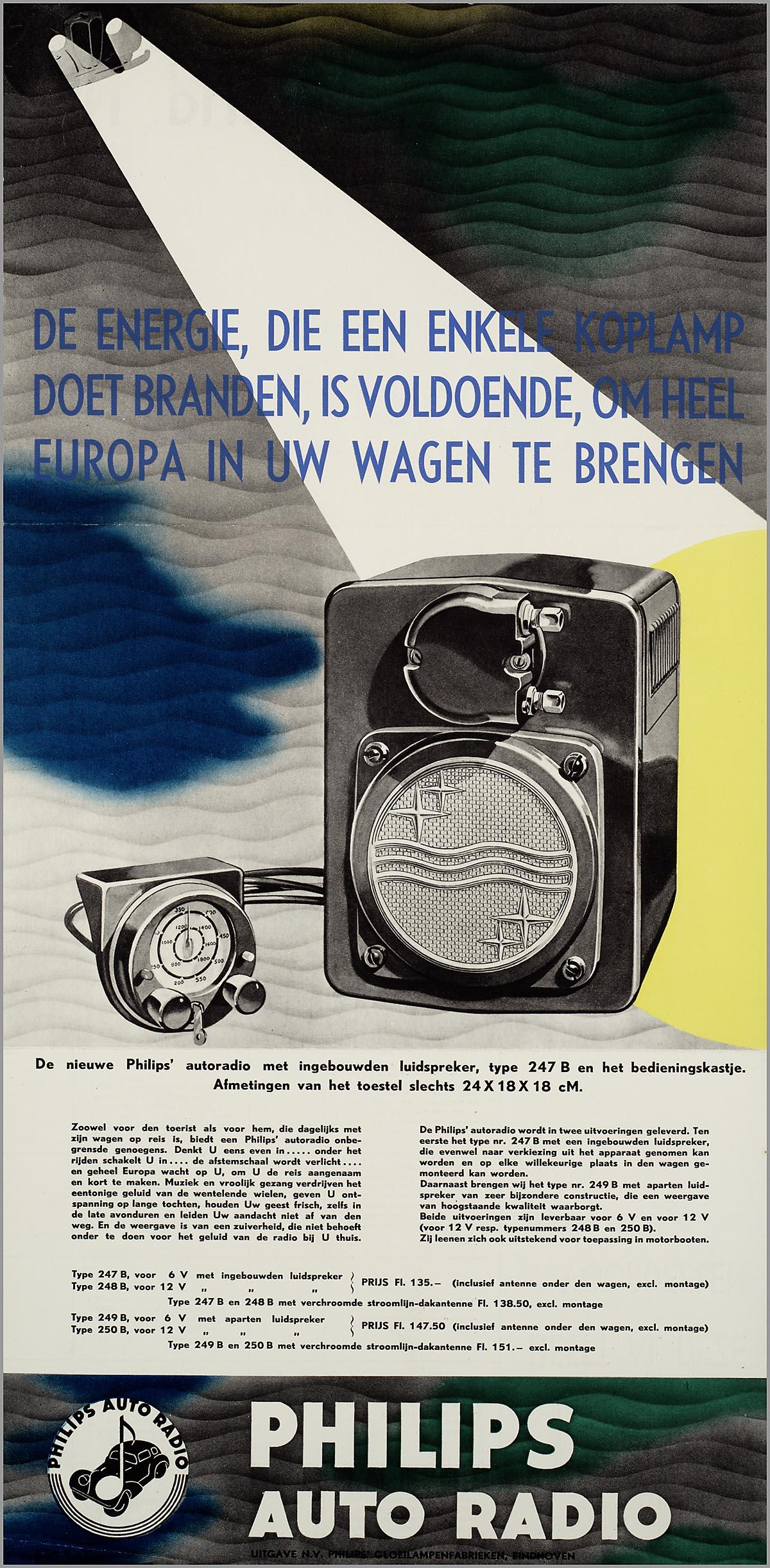
1937 Philips Auto Radio. Pes 24 kg i ocupant 8 litres d'espai, es va muntar a terra amb un comandament a distància amb cable per col·locar-lo al quadre de comandament.

El 1904, abans que la tecnologia comercialment viable per a la ràdio de cotxe estigués al seu lloc, l'inventor nord-americà i denominat "Pare de la ràdio" Lee de Forest va demostrar una ràdio de cotxe a l'Exposició Universal de 1904 a St. Louis.
Al voltant de 1920, la tecnologia del tub de buit havia madurat fins al punt que la disponibilitat de receptors de ràdio va fer viable la transmissió de ràdio. Un repte tècnic va ser que els tubs de buit dels receptors de ràdio requerien un corrent continu de 50 a 250 volts, però les bateries dels cotxes funcionaven a 6V. La tensió es va augmentar amb un vibrador que proporcionava un corrent continu pulsant que es podia convertir en una tensió més alta amb un transformador, rectificar i filtrar per crear un corrent continu de voltatge més elevat.
El 1924, Kelly's Motors a NSW, Austràlia, va instal·lar la seva primera ràdio de cotxe.
El 1930, l'americana Galvin Manufacturing Corporation va comercialitzar un receptor de ràdio de la marca Motorola per 130 dòlars. Era car: el Ford Model A contemporani va costar 540 dòlars. Un sedan Plymouth, "cablejat per a la ràdio Philco Transitone sense cost addicional", es va anunciar a Ladies'Home Journal el 1931. El 1932 a Alemanya es va comercialitzar la ràdio Blaupunkt AS 5 d'ona mitjana i d'ona llarga per 465 Reichsmark, aproximadament un terç del preu d'un cotxe petit. Com que ocupava prop de 10 litres d'espai, no es podia localitzar a prop del conductor i s'utilitzava mitjançant un comandament a distància al volant. El 1933, Crossley Motors va oferir una ràdio de cotxe instal·lada de fàbrica per 35 £. A finals de la dècada de 1930, les ràdios AM amb polsador es consideraven una característica estàndard. El 1946, es calcula que hi havia 9 milions de ràdios de cotxes AM en ús.
Blaupunkt va oferir un receptor FM el 1952. El 1953, Becker va introduir l'AM/FM Becker Mexico amb un sintonitzador variòmetre, bàsicament una funció de cerca o d'escaneig d'estació.
L'abril de 1955, la Chrysler Corporation va anunciar que oferia una ràdio de cotxes de transistors Philco model 914HR de Mopar, com una opció de 150 dòlars per als seus models de cotxes Chrysler i Imperial de 1956. Chrysler Corporation havia decidit interrompre la seva opció de ràdio per a cotxes de transistors a finals de 1956, perquè era massa cara, i la va substituir per una ràdio de cotxe híbrida (transistors i tubs de buit de baixa tensió) més barata per als seus nous models de cotxes de 1957. El 1963, Becker va presentar el Monte Carlo, una ràdio d'estat sòlid sense tubs sense tubs de buit.
De 1974 a 2005, la xarxa alemanya ARD va utilitzar el sistema d'informació Autofahrer-Rundfunk. Desenvolupat conjuntament per l'Institut für Rundfunktechnik i Blaupunkt, va indicar la presència d'anuncis de trànsit mitjançant la manipulació del 57 subportadora kHz del senyal FM de l'estació. ARI va ser substituït pel sistema de dades de ràdio.
La ràdio AM/FM combinada amb un reproductor de CD/DVD s'ha mantingut com un pilar de l'àudio del cotxe, tot i que està obsoleta en aplicacions que no són automòbils.
A la dècada de 2010, la ràdio per Internet, la ràdio per satèl·lit, la transmissió en temps real i el podcasting van competir amb la ràdio AM/FM. En aquest moment alguns models oferien so envoltant 5.1.
El 2023, diversos fabricants d'automòbils, inclòs Ford Motor Company, van anunciar plans per deixar d'oferir la banda de ràdio AM en vehicles nous, a partir de l'any model 2024. Ford va revertir més tard el seu anunci, amb el conseller delegat Jim Farley citant la importància del sistema d'alerta d'emergència d'AM. Audi, BMW, Volvo i Tesla ja havien començat a no oferir la banda AM als seus sistemes d'entreteniment, concretament als seus vehicles elèctrics. L'anunci anterior va fer que diversos legisladors introduïssin una legislació bipartidista per exigir que els fabricants d'automòbils incloguessin la banda AM als seus sistemes d'àudio/entreteniment.

### Mitjans físics i connectivitat
S'han proporcionat reproductors mòbils per a suports físics per a discos de vinil, cintes de 8 pistes, cintes de casset, discs compactes i MP3. L'augment de la sofisticació del sistema d'àudio del vehicle per adaptar-se a aquests mitjans ha convertit la unitat d'àudio en un objectiu comú d'entrades de cotxes, de manera que aquests també estan equipats amb sistemes antirobatori 
Els intents de proporcionar reproducció mòbil des dels mitjans es van fer per primera vegada amb discos de vinil, a partir dels anys cinquanta. El primer jugador d'aquest tipus el va oferir Chrysler com a opció als cotxes Chrysler, Desoto, Dodge i Plymouth de 1956. El reproductor va ser desenvolupat per CBS Labs i va reproduir una selecció limitada de discos de 7 polzades especialment proporcionats a 16⅔ RPM. La unitat era una opció cara i es va abandonar després de dos anys. RCA Victor (disponible només el 1961) i Norelco van fer opcions més barates utilitzant discos de 45 rpm disponibles habitualment. Tots aquests jugadors van requerir una pressió addicional a l'agulla per evitar saltar durant el moviment del vehicle, cosa que va provocar un desgast accelerat dels registres.
El 1962, Muntz va presentar el reproductor de cintes de cartutxos de 4 pistes Wayfarer. Celebritats, inclòs Frank Sinatra, tenien instal·lades aquestes unitats als seus cotxes.
El 1965, Ford i Motorola van presentar conjuntament el reproductor de cintes de 8 pistes per al cotxe com a equipament opcional per als models de cotxes Ford de 1966. L'any 1968, Philips va introduir una ràdio de cotxe amb un reproductor de cassets integrat. En els anys següents, els cassets van suplantar les 8 pistes i van millorar la tecnologia, amb temps de reproducció més llargs, millor qualitat de cinta, auto-reversió i reducció de soroll Dolby. Van ser populars durant les dècades de 1970 i 1980. Encara es van trobar reproductors de casset en vehicles fins a l'Honda CR-V 2005–06 i l'Acura TL 2008. També hi ha hagut unitats d'àudio de vehicles que accepten tant cassets compactes com CD.
Pioneer va presentar el CDX-1, el primer reproductor de CD (disc compacte) de cotxe, l'any 1984. Era conegut per la seva qualitat de so millorada, el salt instantani de la pista i l'augment de la durabilitat del format respecte a les cintes de casset. Els canviadors de CD d'automòbils van començar a guanyar popularitat a finals dels anys vuitanta i van continuar durant els anys noranta, amb els dispositius anteriors muntats al maleter i els posteriors muntats a la unitat principal, alguns capaços d'allotjar de sis a deu CD. Els reproductors de CD d'existències i de postvenda van començar a aparèixer a finals de la dècada de 1980, competint amb el casset. El primer cotxe amb un reproductor de CD OEM va ser el Lincoln Town Car de 1987, i els últims cotxes nous al mercat nord-americà equipats de fàbrica amb una platina de casset al quadre de comandament van ser el Lexus SC430 del 2010 i el Ford Crown Victoria.. Un adaptador de casset de cotxe permetia als automobilistes connectar un reproductor de música portàtil (reproductor de CD, reproductor de MP3) a una platina de casset instal·lada existent.
A principis del segle XXI, els sistemes d'àudio dels vehicles van incorporar mitjans d'emmagatzematge digital compactes (dispositius compatibles amb Bluetooth, unitats USB, targetes de memòria i discs durs dedicats). Al voltant d'aquesta època es van afegir preses d'entrada auxiliar i ports USB per connectar reproductors MP3 als altaveus del vehicle. Els monovolums i els SUV de tres files tenen disponible un sistema d'entreteniment posterior amb un reproductor de DVD per entretenir els passatgers.
La unitat principal de l'automòbil es va fer cada cop més important com a carcassa per a càmeres de tauler frontals i de seguretat, navegació i sistemes operatius amb múltiples funcions, com Android Auto, CarPlay i MirrorLink, que permeten controlar la biblioteca de música i les aplicacions de navegació d'un telèfon intel·ligent mitjançant el sistema d'informació d'entreteniment del vehicle.. Els últims models vénen equipats amb funcions com la tecnologia Bluetooth juntament amb el port HDMI per a una millor connectivitat. La mida de la pantalla varia de 5 polzades a 7 polzades per als equips estèreo de cotxe doble Din.

### Control actiu del soroll i síntesi del soroll
El sistema de so de l'automòbil pot formar part d'un sistema actiu de control de soroll que redueix el soroll del motor i de la carretera per al conductor i els passatgers. S'utilitzen un o més micròfons per recollir el so de diversos llocs del vehicle, especialment el compartiment del motor, la part inferior o els tubs d'escapament, i aquests senyals són gestionats per un processador de senyal digital (DSP) i després s'envien als altaveus d'aquesta manera. manera que el senyal processat redueix o cancel·la el soroll exterior que s'escolta dins del cotxe. Un primer sistema centrat només en el soroll del motor va ser desenvolupat per Lotus i amb llicència per als models Nissan Bluebird de 1992 venuts al Japó. Més tard, Lotus es va associar amb Harman el 2009 per desenvolupar un sistema de reducció de soroll més complet, inclòs el soroll de la carretera i dels pneumàtics, així com les vibracions del xassís. Un dels avantatges del control actiu del soroll és que el cotxe pot pesar menys, amb menys material insonoritzat utilitzat i sense un eix d'equilibri pesat al motor. L'eliminació de l'eix d'equilibri també augmenta l'eficiència del combustible. L'Honda Accord del 2013 utilitzava un sistema de control de soroll actiu, igual que la línia de luxe Lincoln del 2013 i els models Ford C-Max i Fusion. Altres dades de funcionament també poden tenir un paper en el DSP, dades com ara la velocitat del motor en revolucions per minut (RPM) o la velocitat de l'autopista del cotxe. Un sistema de reducció de fonts múltiples pot arribar fins al 80% del soroll eliminat.
El mateix sistema també es pot utilitzar per sintetitzar o augmentar el soroll del motor per fer que el motor soni més potent per al conductor. Per al Ford Mustang EcoBoost Fastback i EcoBoost Fastback Premium del 2015, es va desenvolupar un sistema "Active Noise Control" que amplifica el so del motor a través dels altaveus del cotxe. Un sistema similar s'utilitza a la camioneta F-150. Volkswagen utilitza un Soundaktor, un altaveu especial per reproduir sons en cotxes com el Golf GTi i el Beetle Turbo. BMW reprodueix una mostra gravada dels seus motors a través dels altaveus del cotxe, utilitzant diferents mostres segons la càrrega i la potència del motor.

## Components i termes
El sistema d'estoc és l'aplicació OEM que el fabricant del vehicle va especificar per instal·lació quan es va construir el cotxe.
També es poden utilitzar components del mercat
- Unitat principal : els productes de la unitat principal inclouen la pantalla i els botons i es fabriquen principalment en format DIN, que fa referència a la norma ISO 7736. Les unitats principals poden ser segons les normes DIN simple o DIN doble.
- Connectors per a l'àudio del cotxe, on s'utilitza l'adaptador d'arnès ISO 10487.
- Condensadors limitadors de paràsits.
- Amplificadors de potència d'àudio mòbils.

Els amplificadors augmenten el nivell de potència dels senyals d'àudio. Algunes unitats principals tenen amplificadors estèreo integrats. Altres sistemes d'àudio del cotxe utilitzen un amplificador autònom separat. Cada amplificador té un nivell de potència nominal de vegades indicat a la unitat principal amb l'amplificador integrat o a l'etiqueta d'una unitat autònoma..
1. Altaveus coaxials: aquests són els tipus d'altaveus més comuns per a cotxes i sovint s'instal·len de fàbrica. Normalment consten d'un woofer i un tweeter muntats en el mateix eix, i estan dissenyats per reproduir una àmplia gamma de freqüències.
2. Altaveus de components: aquests altaveus estan dissenyats per a sistemes d'àudio de cotxes de gamma alta i solen estar formats per woofers, tweeters i crossovers separats. Això permet una sintonització del so més precisa i un nivell de qualitat de so més alt.
3. Subwoofers: aquests altaveus estan dissenyats per reproduir sons de baixa freqüència, especialment els baixos. Venen en diferents mides i nivells de potència, i es poden utilitzar per millorar els baixos d'un sistema d'àudio del cotxe.
4. Altaveus de gamma mitjana: aquests altaveus estan dissenyats per reproduir freqüències de gamma mitjana, com ara veus i instruments com guitarres i pianos.
5. Tweeters: aquests altaveus estan dissenyats per reproduir sons d'alta freqüència, com ara plats i altres instruments aguts.
6. Sovint s'utilitza material insonoritzador a les cavitats de les portes i a la zona del maleter per esmorteir l'excés de vibració dels panells del cotxe en resposta als tons greus forts del subwoofer, especialment al maleter.
7. Unitats òptiques amb mecanisme de càrrega de ranura.

## Legalitat
Els sistemes de so excessivament fort als automòbils poden incomplir l'ordenança de soroll de certs municipis, alguns dels quals els han prohibit. L'any 2002, el Departament de Justícia dels EUA va publicar una guia per als agents de policia sobre com tractar els problemes associats als sistemes d'àudio als cotxes.

## Galeria

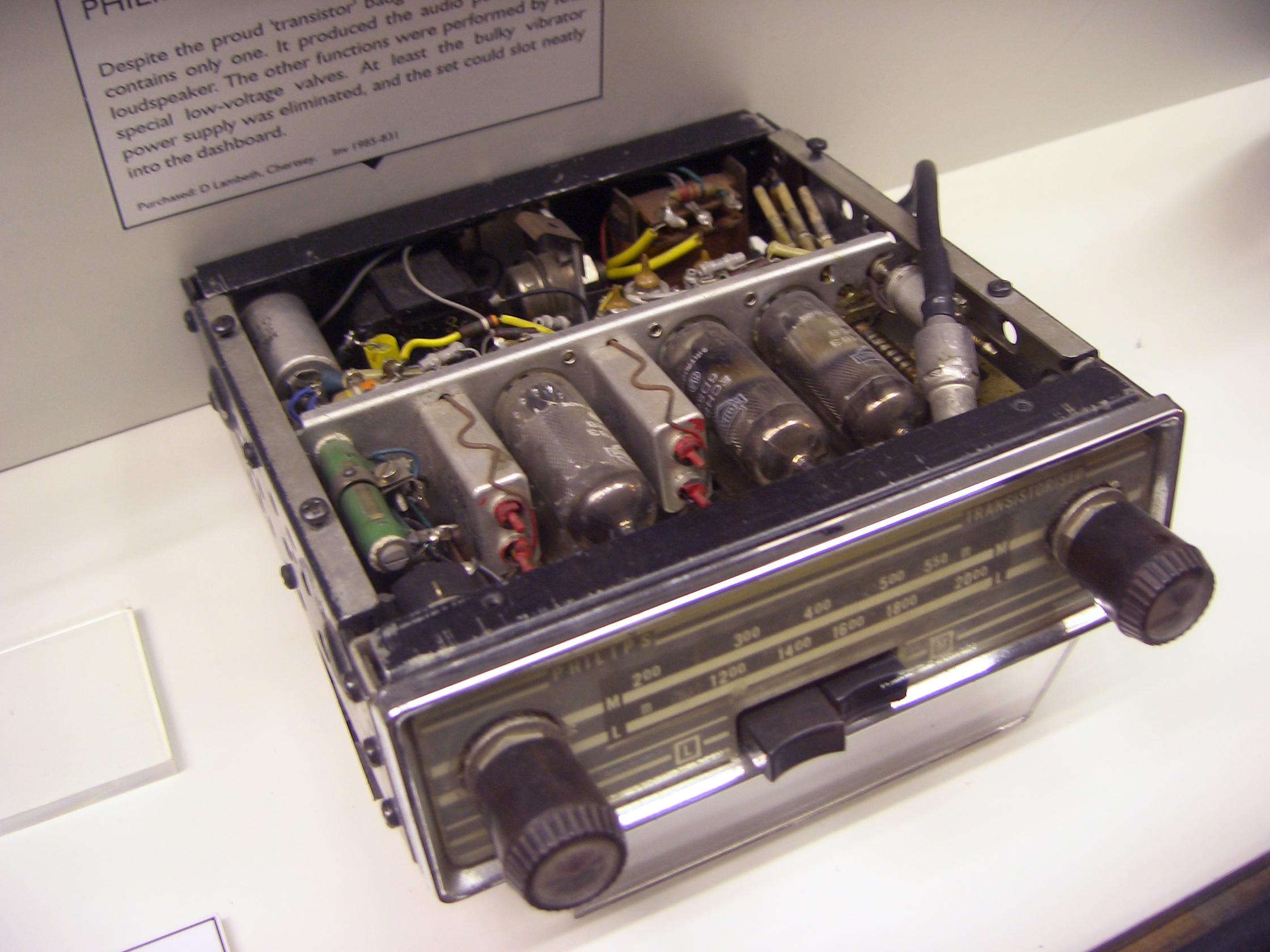
Una ràdio de cotxe Philips dels anys 50 que utilitzava transistor i vàlvules. Aquest model utilitzava una gamma de vàlvules que només requerien 12 volts per a la seva tensió de placa (ànode).
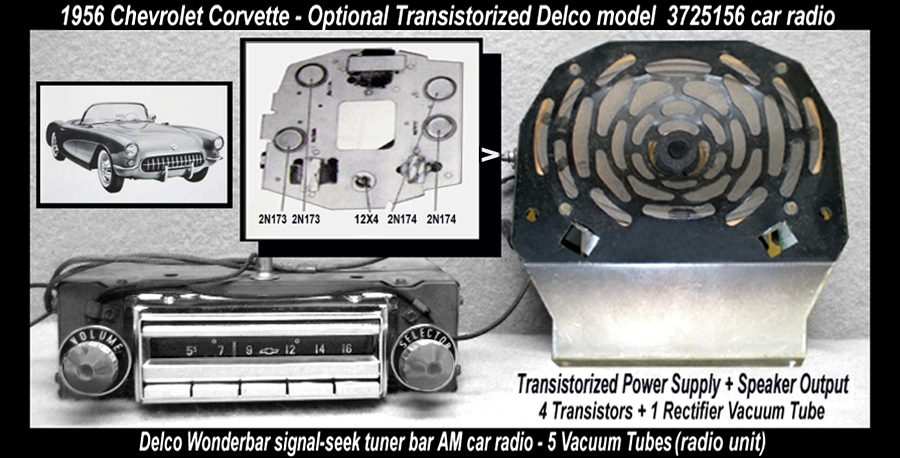
GM Delco Transistorized "Hybrid" (tubs de buit i transistors), ofert per primera vegada com a opció als models de cotxe Chevrolet Corvette de 1956
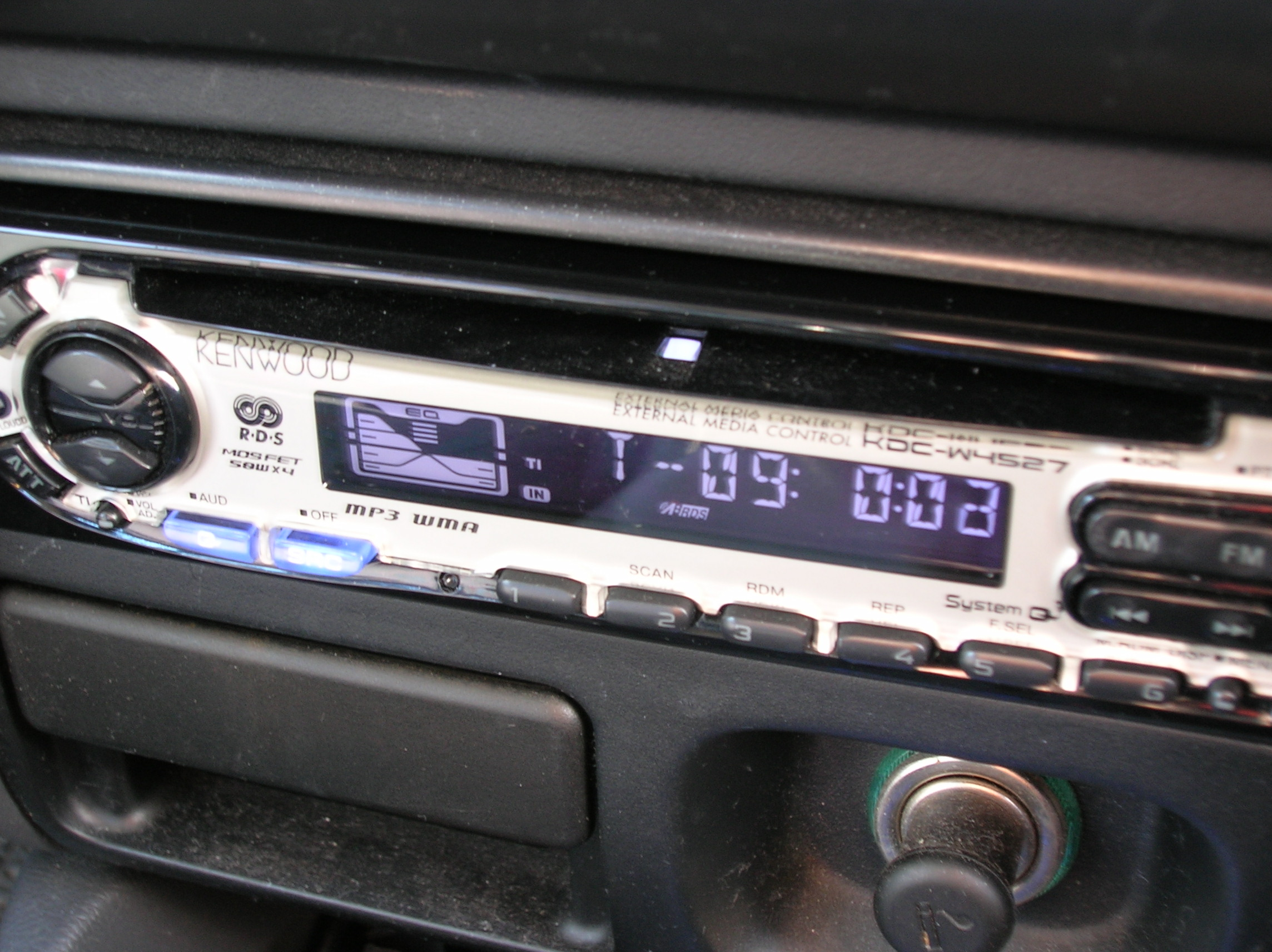
Unitat principal d'estéreo de cotxe en un tauler de comandament
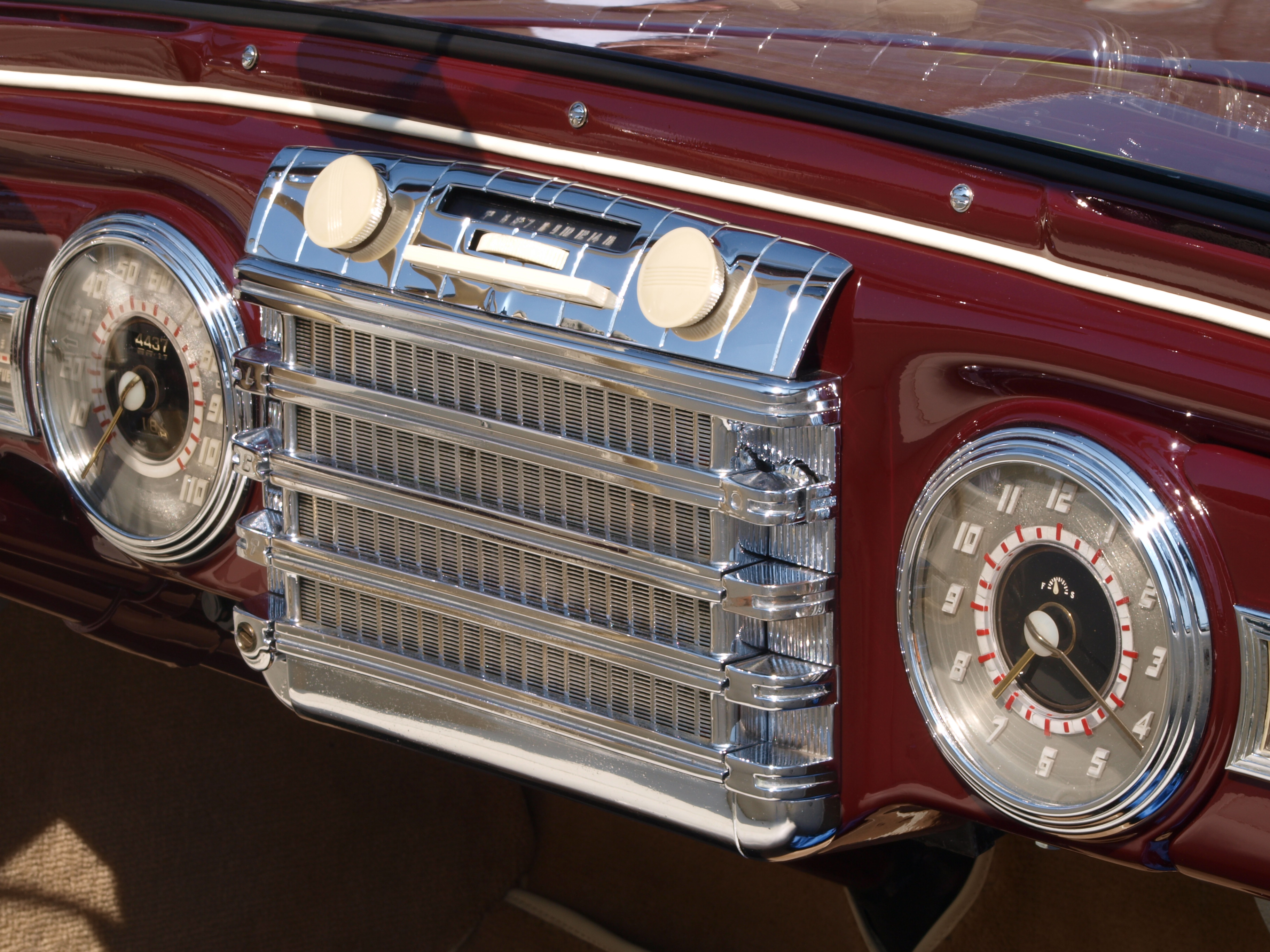
Ràdio Lincoln Continental Cabriolet de 1942
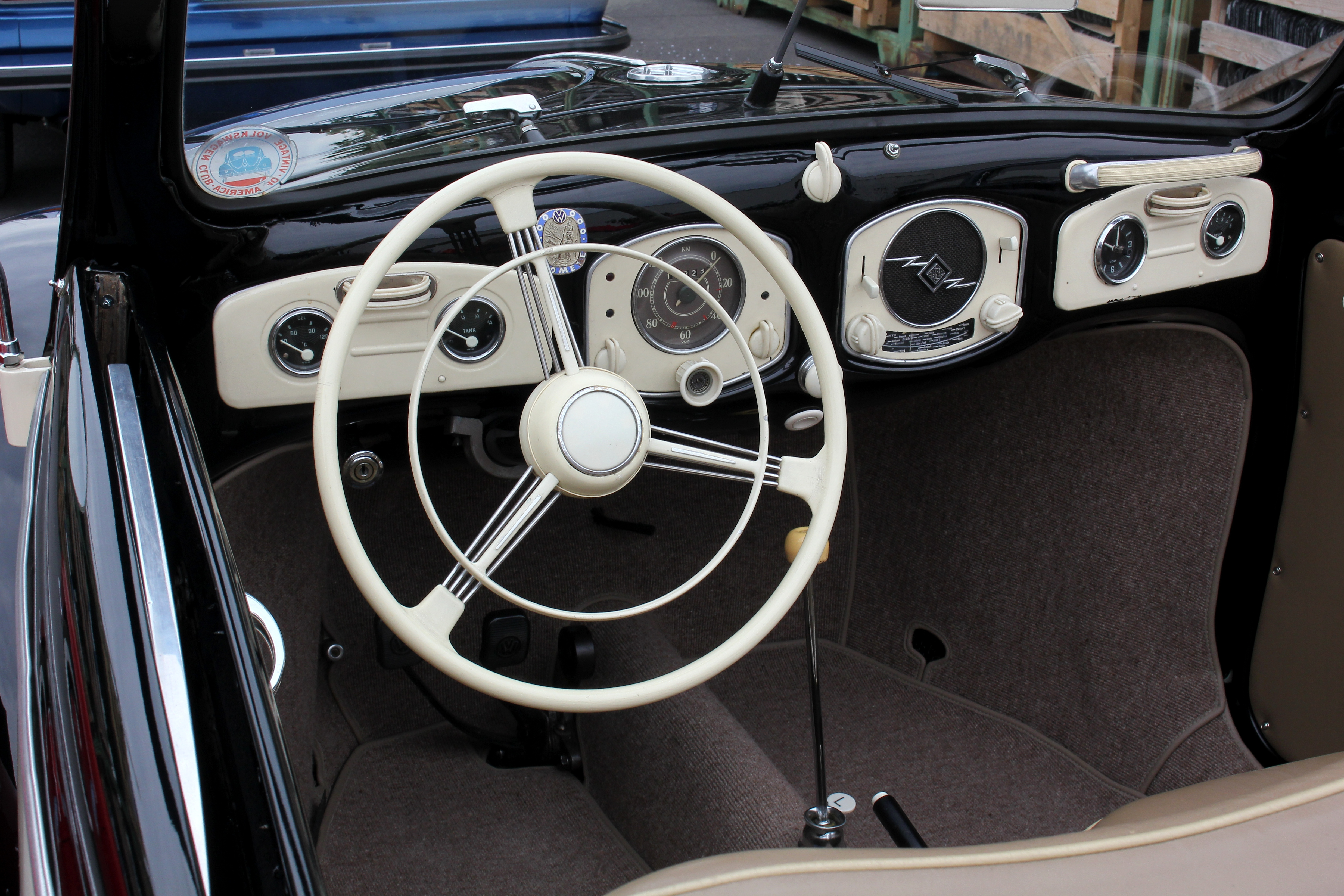
Tauler de comandament de VW Hebmüller amb Telefunken Radio (1949/50)
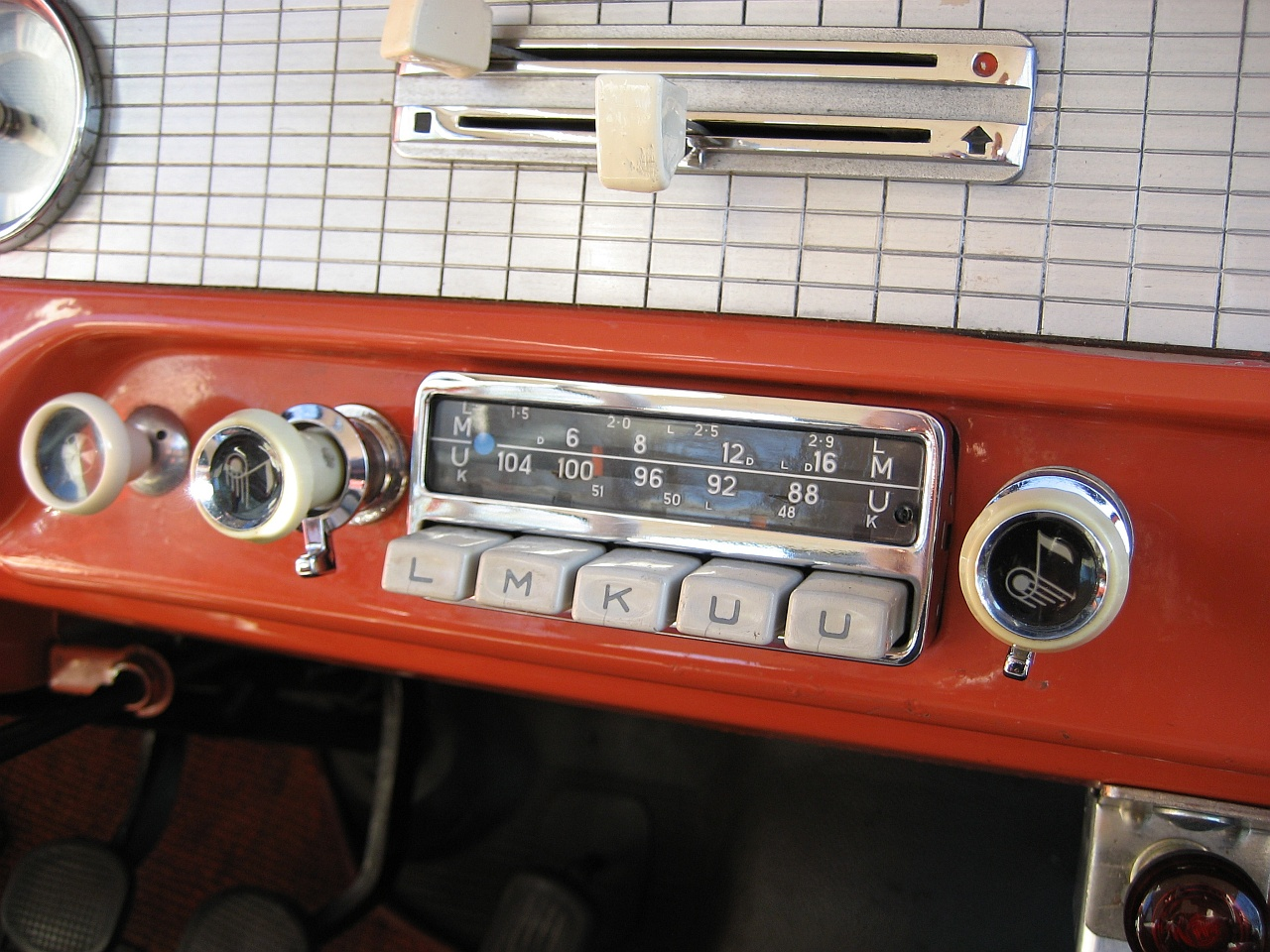
Blaupunkt Köln Radio - Ford Taunus 17M P2 deLuxe de 1958 alemany
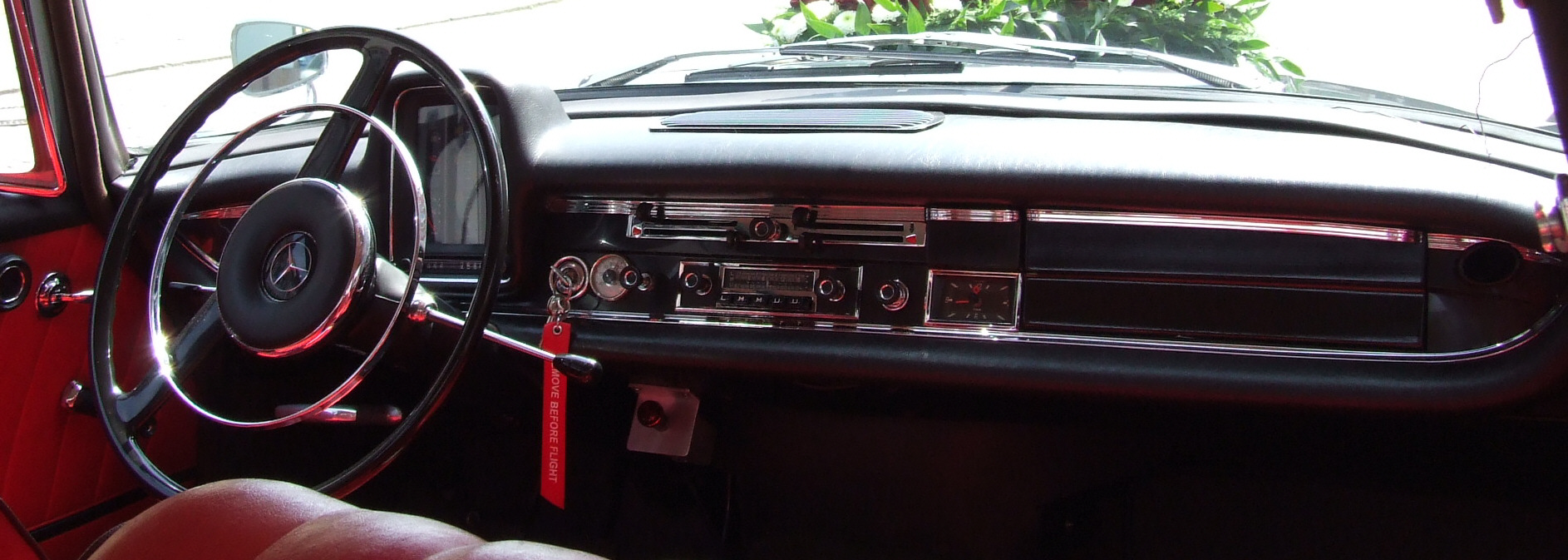
Tauler de comandament Mercedes-Benz W110 190c de 1964 amb unitat de capçalera original FM Blaupunkt "Frankfurt".
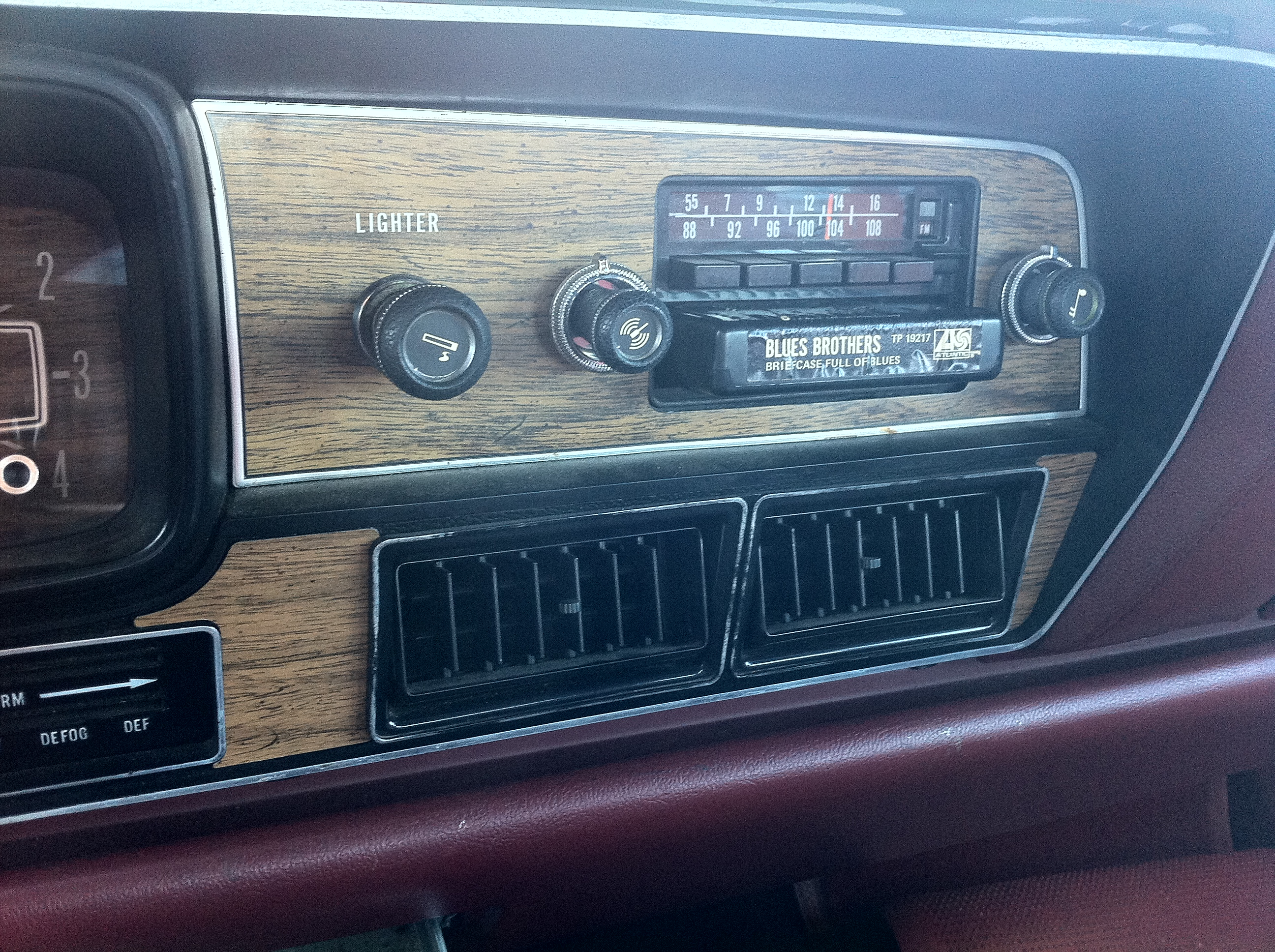
1978 AMC Matador sedan factory AM-FM-estèreo- unitat de 8 pistes amb un àlbum de The Blues Brothers
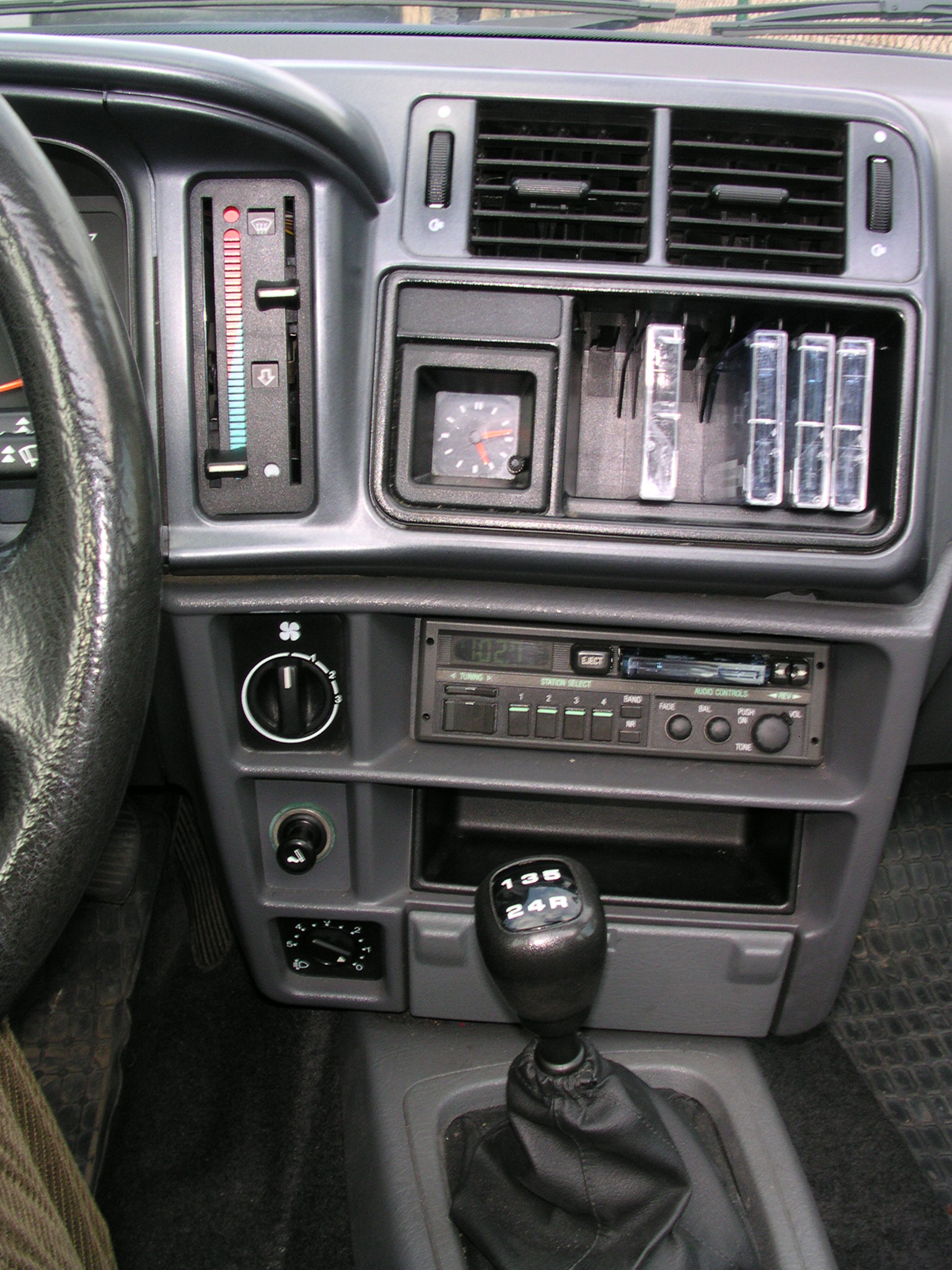
Unitat principal de ràdio-casset Ford Sierra CLX de 1990 en un quadre de comandament amb emmagatzematge de casset
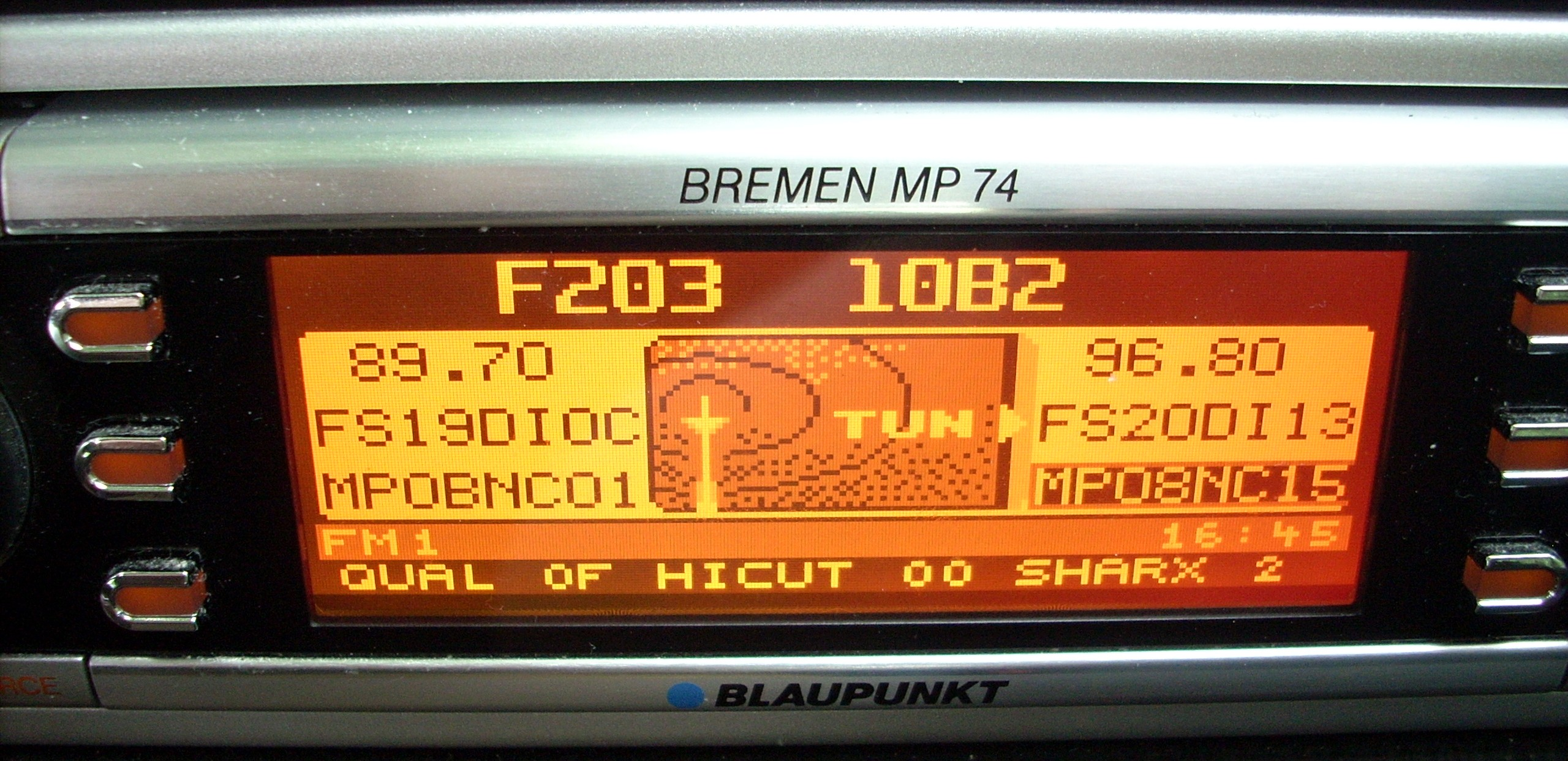
Ràdio de cotxe Blaupunkt de principis dels anys 00 (mirar de prop)
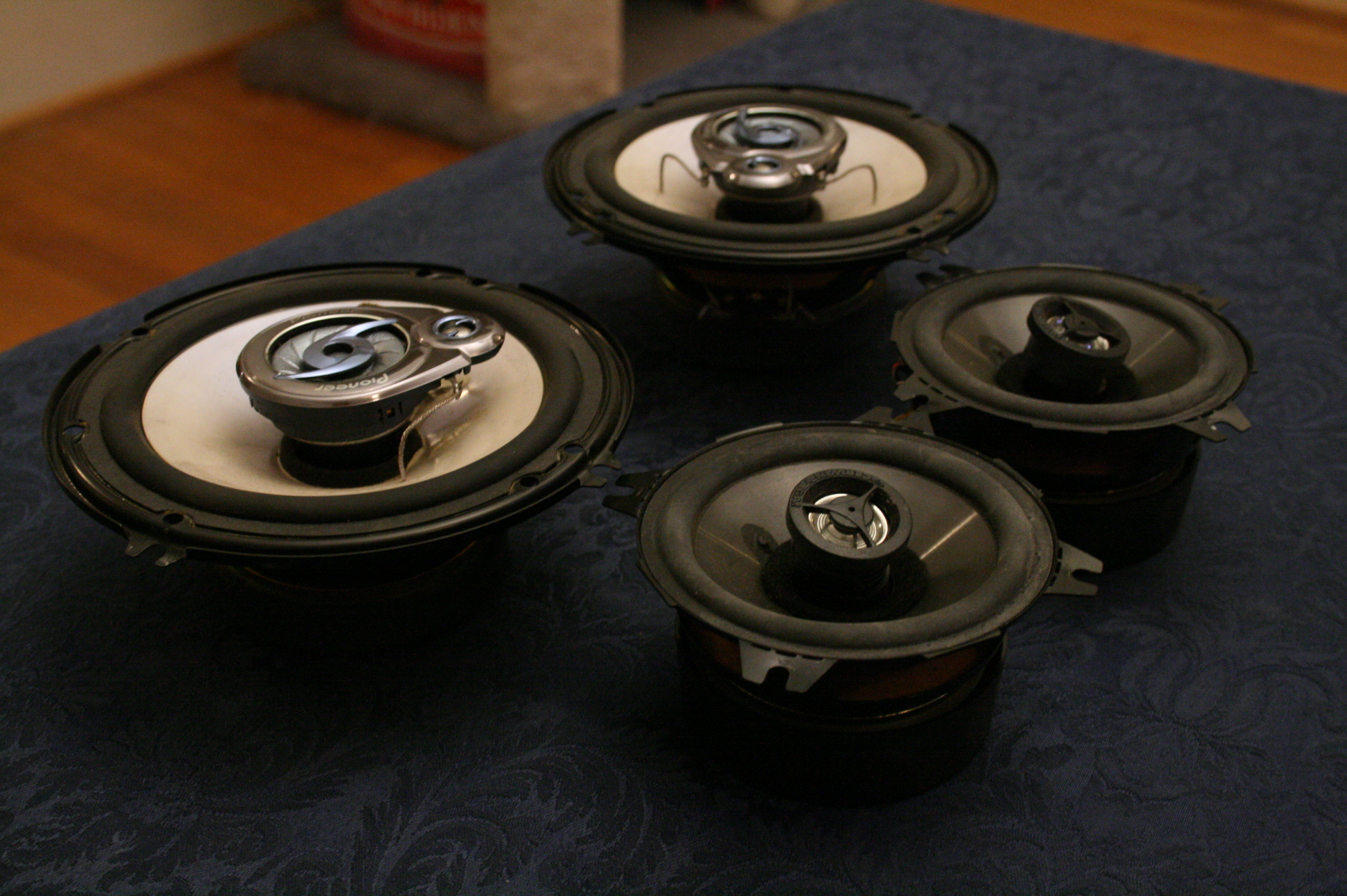
Un conjunt d'altaveus retirats d'un vehicle de passatgers
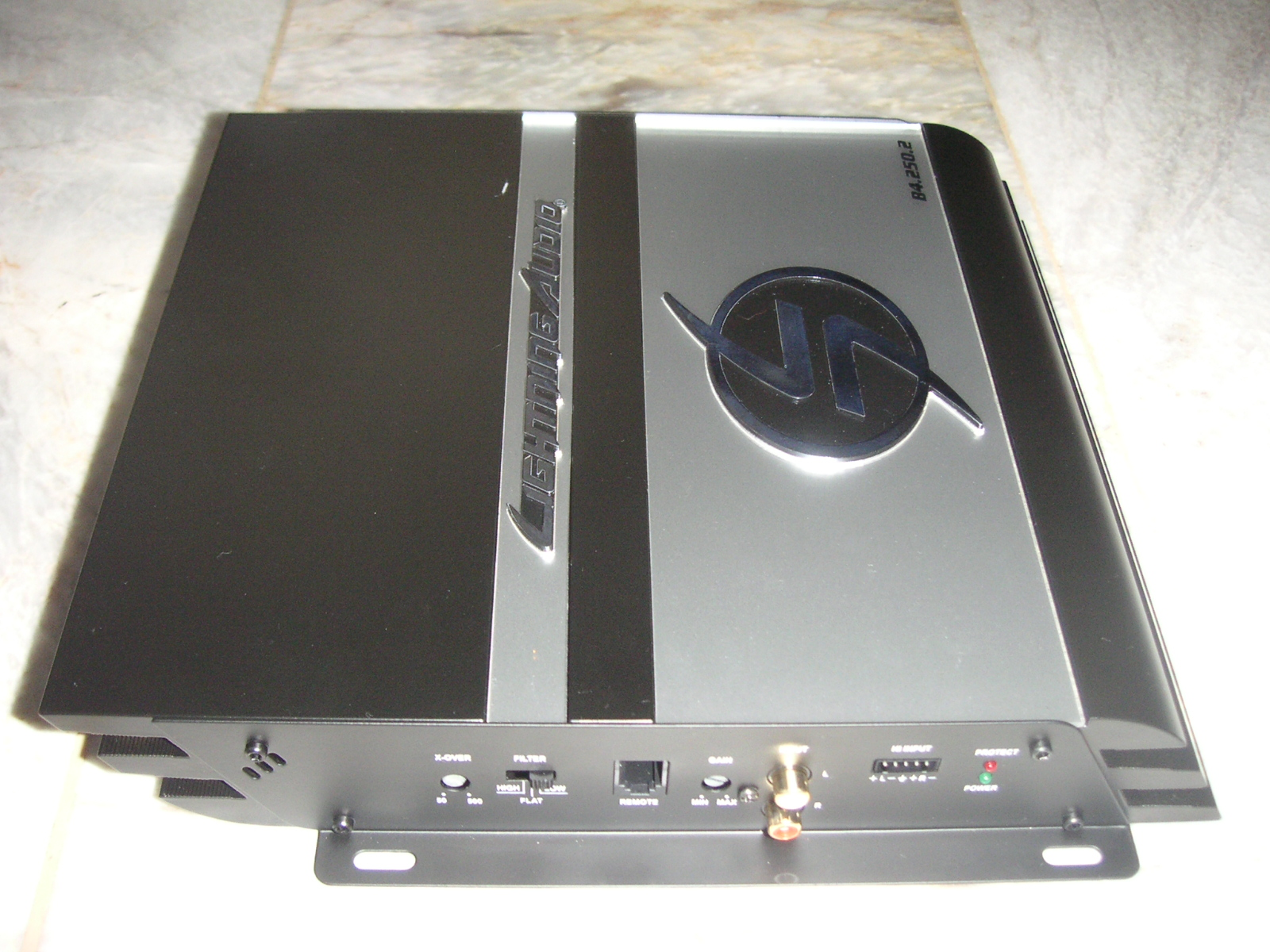
Un amplificador d'àudio per a cotxe
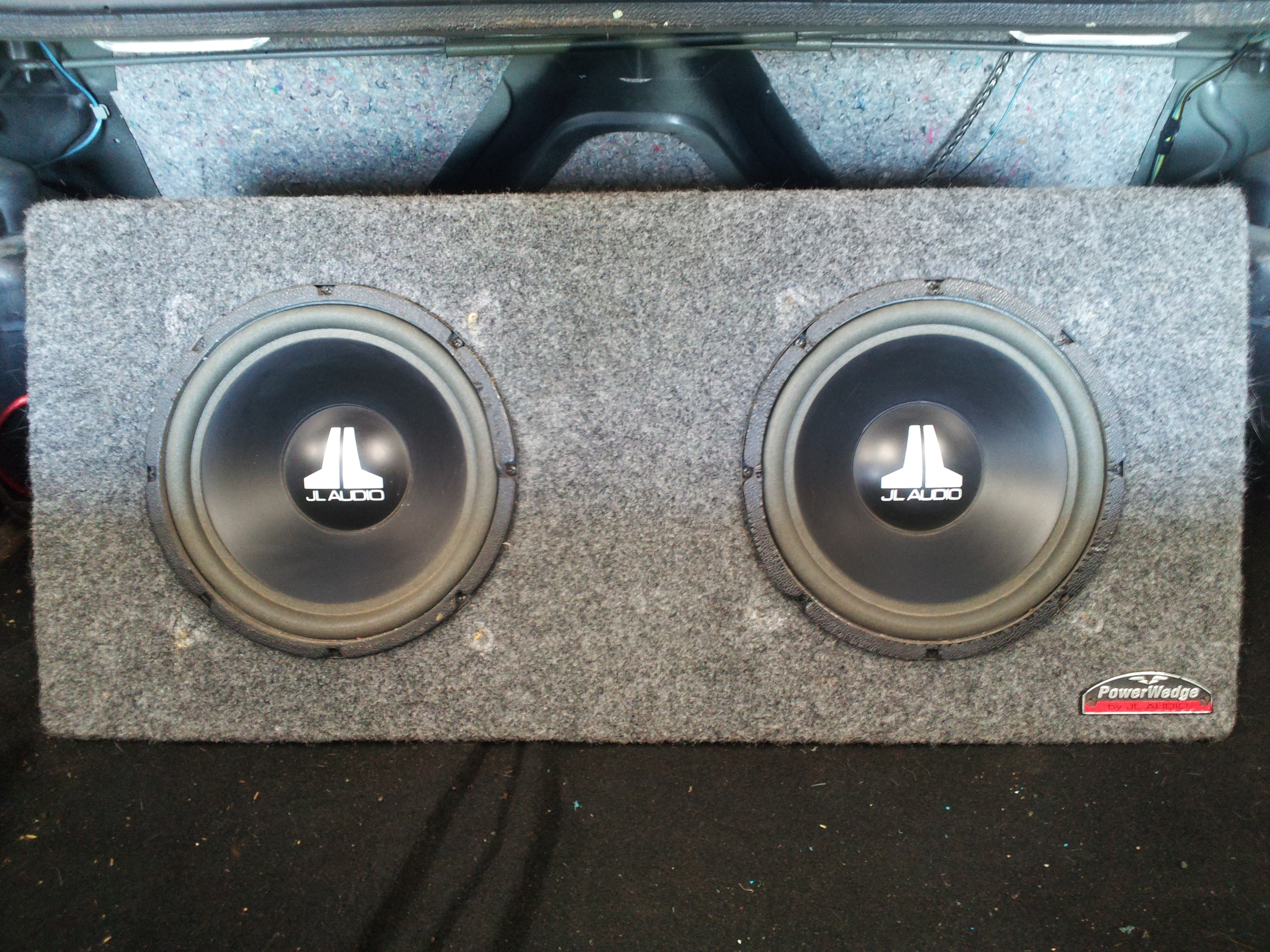
Dos subwoofers de 10 polzades al maleter d'un cotxe
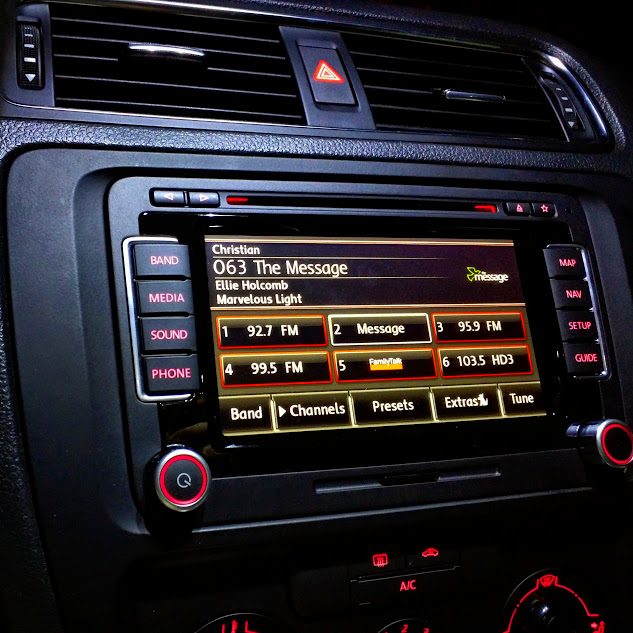
Un exemple de l'evolució: el Volkswagen del 2010 té un panell intel·ligent tant amb botons com una pantalla tàctil per reproduir la ràdio.